# 瑶山肥螈
瑶山肥螈（学名：Pachytriton inexpectatus），一种分布于中国南方地区的两栖动物，隶属于蝾螈科肥螈属。模式产地为广西壮族自治区金秀瑶族自治县大瑶山。

## 形态特征
瑶山肥螈体型肥壮，雄螈全长128.2～196.9毫米，雌螈全长144.1～206.6毫米。头部扁平，头长大于头宽。身体背面棕褐色或黄褐色；腹面色浅有橘红色或橘黄色大斑块，或相连呈两纵列；咽部和四肢腹面有小红斑；尾下缘橘红色，连续或间断。